# Кесбева (підрозділ окружного секретаріату)
Підрозділ окружного секретаріату Кесбева — підрозділ окружного секретаріату округу Коломбо, Західна провінція, Шрі-Ланка. Складається з 73 Грама Ніладхарі.